# Hrafninn flýgur
Hrafninn flýgur (br A Vingança dos Bárbaros) é um filme de drama de ação sueco-islandês de 1984 dirigido e coescrito por Hrafn Gunnlaugsson, com roteiro de Bo Jonsson e do próprio diretor, baseado na obra de Dashiell Hammett.

Foi selecionado como representante da Islândia à edição do Oscar 1985, organizada pela Academia de Artes e Ciências Cinematográficas.

## Elenco
- Jakob Þór Einarsson
- Edda Björgvinsdóttir
- Helgi Skúlason
- Egill Ólafsson
- Flosi Ólafsson
- Gotti Sigurdarson